# Eric Gustaf Ehrström
Eric Gustaf Ehrström, född 29 maj 1791 i Larsmo, död 25 april 1835 i Sankt Petersburg, var en finlandssvensk präst och författare som bland annat skrev läroböcker i ryska.
Ehrström skrevs in vid Åbo Akademi vid 16 års ålder. Ehrström blev magister 1815 och 1816 utnämndes han till docent i ryska historien och litteraturen och utgav under de följande åren en mängd läroböcker i ryska, samtidigt som han tjänstgjorde som akademins translator. Ehrström verkade för ett erkännande av finskan som nationalspråk i Finland. År 1824 avgick Ehrström från akademin och blev kyrkoherde i Tenala. Den 1 januari 1826 kallades han till kyrkoherde i S:ta Katarina svenska församling Sankt Petersburg. Några av hans dagböcker och böcker har senare utgivits och ger en bild av brytningstiden mellan Sverige och Storfurstendömet Finland.